# Mauro Caballero
Mauro Antonio Caballero López (Altos, 3 maggio 1972) è un allenatore di calcio ed ex calciatore paraguaiano.

## Biografia
Mauro Antonio Caballero López (Altos, 3 maggio 1972) è un allenatore di calcio ed ex calciatore paraguaiano, noto per la sua carriera come attaccante. Cresciuto in Paraguay, ha avuto un lungo percorso calcistico che lo ha visto protagonista in diverse squadre sia in patria che all'estero. Oltre alla sua carriera nei club, ha rappresentato la nazionale paraguaiana in numerose occasioni. Dopo il termine della sua carriera da giocatore nel 2007, ha intrapreso quella di allenatore, guidando principalmente il club Olimpia e la selezione Under-20 del Paraguay.

## Carriera

### Giocatore
Caballero ha iniziato la sua carriera professionistica nel 1996 con l'Olimpia, una delle squadre più prestigiose del Paraguay. Ha giocato per diverse stagioni nel club, accumulando 79 presenze e segnando 42 gol, dimostrandosi un attaccante prolifico. Successivamente, si è trasferito in Messico con i Tigres UANL, dove ha disputato 26 partite segnando 4 gol dal 1999 al 2001. Dopo una breve esperienza in Paraguay con il Cerro Porteño e il Libertad, è tornato all'Olimpia nel 2002, dove ha giocato altre due stagioni, collezionando 67 presenze e 26 gol.
Le sue esperienze professionali lo hanno portato a giocare anche con squadre come Wilstermann, Nacional, Estudiantes Mérida, e Sol de América, prima di tornare al Olimpia nel 2007, dove ha concluso la sua carriera da calciatore. A livello internazionale, ha fatto parte della Nazionale di calcio del Paraguay dal 1996 al 2003, collezionando 14 presenze e 2 gol.

### Allenatore
Dopo il ritiro dal calcio giocato, Caballero ha intrapreso la carriera di allenatore. Nel 2011, è stato nominato allenatore ad interim dell'Olimpia, prima di assumere il ruolo di tecnico della Nazionale di calcio del paraguay Under-20 dal 2011 al 2012. Ha avuto un ritorno all'Olimpia nel 2016, sempre come allenatore ad interim, e nel 2017 ha preso le redini del club per una nuova esperienza sulla panchina.

### Nazionale
Mauro Caballero ha rappresentato la Nazionale di calcio del Paraguay dal 1996 al 2003, collezionando 14 presenze e segnando 2 gol. È stato parte integrante della squadra durante gli anni '90 e i primi anni 2000, contribuendo con la sua esperienza e il suo fiuto per il gol. Sebbene la sua carriera internazionale non sia stata lunga, il suo impegno con la nazionale paraguaiana è stato significativo. Caballero ha partecipato a diverse competizioni internazionali, inclusi tornei di qualificazione per la Coppa del Mondo e la Copa América, dove ha dimostrato le sue capacità come attaccante.

## Palmarès

### Club

#### Competizioni nazionali
- Campionato paraguaiano: 3

Olimpia: 1997, 1998
Cerro Porteño: 2001

#### Competizioni internazionali
- Coppa Libertadores: 1

Olimpia: 2002
- Recopa Sudamericana: 1

Olimpia: 2003